# Śpiewajmy Poezję
Ogólnopolskie Spotkania Zamkowe „Śpiewajmy Poezję” – coroczna impreza muzyczna odbywająca się w Olsztynie od 1974. Impreza ma formę konkursu młodych wykonawców poezji śpiewanej, połączonego z występami zaproszonych, uznanych już artystów.
Spotkania są finałem Ogólnopolskiego Konkursu Recytatorskiego w kategorii poezji śpiewanej. Organizatorzy współpracują również z Ogólnopolskim Konkursem „Pamiętajmy o Osieckiej”, Festiwalem Piosenki Poetyckiej im. Jacka Kaczmarskiego „Nadzieja”, Spotkaniami z Muzyką i Poezją w Obornikach Śląskich oraz Festiwalem Piosenki Studenckiej w Krakowie, gdzie nominowany laureat konkursu Spotkań bierze udział w konkursie bez kwalifikacji.

Głównym celem konkursu Ogólnopolskich Spotkań Zamkowych „Śpiewajmy Poezję” jest edukacja artystyczna młodzieży, promocja różnorodnych form twórczości poetyckiej i ich związków z muzyką, inspiracja młodych talentów do poszukiwań artystycznych, rozwijanie umiejętności młodych wykonawców. Miejscem koncertów jest niewielki, otoczony starymi murami, dziedziniec olsztyńskiego zamku, będący kiedyś siedzibą Mikołaja Kopernika oraz rynek Starego Miasta w Olsztynie.

## Rozkład koncertów
Koncerty odbywają się zwyczajowo na przełomie czerwca i lipca (czwartek – niedziela), a ich organizatorem jest Centrum Edukacji i Inicjatyw Kulturalnych w Olsztynie. To powitanie lata i wakacji w Olsztynie.
Najważniejszą częścią każdej edycji Ogólnopolskich Spotkań Zamkowych „Śpiewajmy Poezję” jest konkurs Ogólnopolskich Spotkań Zamkowych „Śpiewajmy Poezję”, poprzedzony kwalifikacjami, które odbywają się na około 14-16 dni przed konkursem (zazwyczaj w ostatnią sobotę maja) i są zakończone tygodniowymi kompleksowymi warsztatami przedkonkursowymi. Finał konkursu to Koncert Laureatów odbywający się zawsze w sobotę (Koncert Galowy), podczas którego laureatom wręczane są nagrody.
We wszystkich edycjach Ogólnopolskich Spotkań Zamkowych „Śpiewajmy Poezję” uczestniczy około 8000 widzów i około 30 młodych wykonawców w konkursie.
W 2009 r. festiwal zmienił formułę. Sukces Spotkań Zamkowych "Śpiewajmy Poezję" w nowym kształcie i wyjście poza mury olsztyńskiego zamku był jednym z pomysłów na ewolucję Spotkań i impreza w swym nowym kształcie okazała się sukcesem.
Część festiwalu pokazywana jest na terenie Rynku Starego Miasta. To zdarzenia otwarte (bezpłatne) dla mieszkańców Olsztyna i turystów odwiedzających miasto i region. Część koncertów odbywa się w zaprzyjaźnionych miastach regionu – w Szczytnie (od 2009 roku) i w Kętrzynie (w 2010 roku) oraz sporadycznie w Elblągu (2009 i 2012). Koncerty główne nadal odbywają się tradycyjnie od czwartku do niedzieli w Olsztynie.

## Laureaci głównych nagród
| L.p.    | Rok  | Laureaci |
| ------- | ---- | --- |
| I       | 1974 | - 1. Witold Sławiński - 2. Tadeusz Sikora - 3. "Miniatury" - Stefan Brzozowski z "Niebem" – wyróżnienie za kompozycję - Janusz Filiciak z "Miniaturami" – wyróżnienie za kompozycję - Krystyna Łabuś- wyróżnienie za interpretację - Andrzej Niemira – wyróżnienie za interpretację - "Niebo" – wyróżnienie za interpretację |
| II      | 1975 | - I nagroda równorzędna – Elżbieta Adamiak; "Miniatury" - II nagrody nie przyznano - III nagroda – Grażyna Orszt-Greliak |
| III     | 1976 | - 1. Honorata Magdeczko; Jan Wołek (ex aequo) - 2. Elżbieta Adamiak - 3. Dorota Żmijewska |
| IV      | 1977 | - 1. "Niebo" - 2. Aleksander Synowiecki - 3. Elżbieta Kuczyńska - Jarosław Burakowski - Małgorzata Lesiecka - Andrzej Poniedzielski |
| V       | 1978 | - 1. "Apogeum" - 2. "To Tam" - 3. "Faya" - Jarosław Burakowski - Marek Łyżwa - Alina Ignaczewska i Ewa Kujawska |
| VI      | 1979 | - Nagroda Główna – Małgorzata Bratek - Igor Kujawski (Turniej OKR – Lira Orfeusza) - Zbigniew Stefański – wyróżnienie za interpretację - Elżbieta Okupska – wyróżnienie za interpretację - Anna Rejman – wyróżnienie za interpretację - Krystyna Łysonek – wyróżnienie za interpretację - Jacek Stam – wyróżnienie za kompozycję |
| VII     | 1980 | - 1. Andrzej Płaczek; Mariusz Ratajczyk (Turniej OKR – Lira Orfeusza); Anna Rejman - Anna Bańdo - Krzysztof Żyliński - Konrad Materna - Waldemar Koperkiewicz - Aleksandra Skonieczko - Piotr Bakal - Wiesław Paulski |
| VIII    | 1981 | - Jacek Kaczmarski – nagroda za całokształt - Andrzej Róg (turniej OKR – Lira Orfeusza) - Janusz Sokołowski - Grupa Balladowa "Po drodze" - Małgorzata Bratek - Przemysław Gintrowski - Grupa "Żyjmy Razem" |
| IX      | 1982 | - Anna Bańdo (nagroda publiczności KWIATY) - Piotr Bukartyk |
| X       | 1983 | Nagrody równorzędne: - Krystyna Świątecka (Brązowa Statuetka) - Anna Piekutowska (Brązowa Statuetka) wyróżnienia - Aleksandra Skonieczka - Wiesław Miks |
| XI      | 1984 | - Lucjan Wesołowski (Nagroda Główna – Brązowa Statuetka) - Andrzej Ciborski - Adam Andryszczyk - Konrad Materna - Małgorzata Kiepura - Maria Teresa Lamers - Wiesław Mik - Tomasz Olszewski - Alicja Świderska - Joanna Zach - Renata Zarębska |
| XII     | 1985 | - Orkiestra Teatru "ATA" (Nagroda Główna – Brązowa Statuetka) - Radosław Ciecholewski - Nagrody WDK w Olsztynie - Barbara i Janusz Filiciak - Alicja Świderska - Bogdan Malinowski - Małgorzata i Waldemar Wolańscy - Wyróżnienie - Justyna Kordziukiewicz - Krzysztof Kokoryn- Nagroda publiczności „Kwiaty" |
| XIII    | 1986 | - Radosław Ciecholewski (Nagroda Główna – Brązowa Statuetka) - II nagroda – Adam Andryszczyk - III nagrody - Wiesława Bielska-Kośmider - Grupa „Koniugacja" |
| XIV     | 1987 | - Nagrody Głównej nie przyznano Dwie równorzędne II nagrody: - Adam Andryszczyk - Ewa Palińska |
| XV      | 1988 | - Andrzej Piotrowski (Lira Orfeusza) - Ilona Kłosowska - Paweł Dampc |
| XVI     | 1989 | Nagrody równorzędne: - Daniela Wiśniewska - Przemysław Kazimierski - Beata Polańska Wyróżnienia: - Adriana Gostkowska - Beata Fiedorow |
| XVII    | 1990 | - Janusz Radek (Lira Orfeusza) - Wojciech Gęsicki - Barbara Raduszkiewicz - Paweł Dampc i Marzena Machura |
| XVIII   | 1991 | - Nagroda Główna – Cecylia Sadowska - Agnieszka Janas (Lira Orfeusza) - Krzysztof Ruciński |
| XIX     | 1992 | Nagrody równorzędne: - Katarzyna Borkowska - Małgorzata Kościelniak - Magdalena Turowska Wyróżnienia: - Krzysztof Ruciński - Krzysztof Gładysz |
| XX      | 1993 | - Nagroda Główna – Robert Kasprzycki - Jolanta Gendzel - Magdalena Turowska - Waldemar Śmiałkowski - Marek Andrzejewski - Jarosław Wasik |
| XXI     | 1994 | - 1. Jarosław Wasik i Kwartet "Kwadrat" (ex aequo) - 2. Anna Frankowska i Katarzyna Żesławska (ex aequo) |
| XXII    | 1995 | - 1. Barbara Raduszkiewicz; Roch Poliszczuk (ex aequo) - 2. Agnieszka Borowska - 3. Barbara Szot i Barbara Stępniak (ex aequo) |
| XXIII   | 1996 | - Nagroda Główna – Dominika Kurdziel - 1. Magdalena Orłowska - 2. Dorota Ślęzak - 3. Aneta Ryncarz |
| XXIV    | 1997 | - Nagroda Główna – Wojciech Brzeziński - 1. Magdalena Łazar - 2. nie przyznano - 3. Dariusz Taraszkiewicz i Agata Ślazyk (ex aequo) |
| XXV     | 1998 | - Nagroda Główna – Karina Laskowska - 2. Marta Górnicka - 3. Agnieszka Kostencka |
| XXVI    | 1999 | - Nagroda Główna – Dzidka Muzolf - 1. Dorota Osińska - 2. "Jakby nie wyszło" - 3. Katarzyna Warno i Agata Wieczyńska (ex aequo) |
| XXVII   | 2000 | - Nagroda Główna – Magdalena Piotrowska - 2. Magdalena Kumorek - 3. Dominik Kwaśniewski i Bogusław Kaczmarczyk |
| XXVIII  | 2001 | - Nagroda Główna – Magdalena Gołębiowska - 2. Ewelina Marciniak oraz Małgorzata Wojciechowska (ex aequo) |
| XXIX    | 2002 | - Nagroda Główna – zespół "Trzy Dni Później" - 1. Margita Ślizowska - 2. Anna Dereszowska i Barbara Tekieli (ex aequo) - 3. zespół "Ava" |
| XXX     | 2003 | - Nagroda Główna – Piotr Rogucki - 2. zespół "Ava" i Martyna Kubiak (ex aequo) |
| XXXI    | 2004 | - Nagroda Główna – Beata Lerach - 1. Kamila Kłos - 2. Mateusz Ławrynowicz - 3. Małgorzata Czajka |
| XXXII   | 2005 | - Nagroda Główna – Małgorzata Czajka - 1. Klementyna Umer - 2. Rykoszept - 3. Krzysztof Napiórkowski |
| XXXIII  | 2006 | - Nagroda Główna – Magdalena Krzywda - 1. Lena Piękniewska - 2. Jagoda Kurpios - 3. Trio Łódzko-Chojnowskie |
| XXXIV   | 2007 | - Nagroda Główna – Anna Sokołowska - 1. Alicja Pyziak - 2. Malwina Koteluk - 3. Emilia Goszczycka |
| XXXV    | 2008 | - Nagroda Główna – Ania Karamon i Ola Nowak - 1. Dominika Barabas - 2. Wojciech Makowski - 3. Natasza Topor |
| XXXVI   | 2009 | - Nagroda Główna – Patrycja Zisch - 2. Eliza Banasik - 3. Kamila Pieńkos |
| XXXVII  | 2010 | - Nagroda Główna – Justyna Panfilewicz - 1. Tomasz Steńczyk - 2. Paulina Brzozowska - 3. Beata Banasik; Barbara Broda-Malon (ex aequo) |
| XXXVIII | 2011 | - Nagroda Główna im. Agnieszki Osieckiej dla Najwybitniejszej Indywidualności Spotkań Zamkowych – Dominika Barabas - 1. Piotr Szauer - 2. Jakub Pawlak - 3. duet Retrospektakl - Wyróżnienia XXXVIII Ogólnopolskich Spotkań Zamkowych „Śpiewajmy Poezję” otrzymały Agata Grześkiewicz i Anna Maria Siwek - Wyróżnienie honorowe za debiut XXXVIII Ogólnopolskich Spotkań Zamkowych „Śpiewajmy Poezję” otrzymał Piotr Tłustochowicz - Nominację do udziału w Festiwalu Piosenki Studenckiej w Krakowie otrzymali Anna Maria Siwek i Jakub Pawlak. |
| XXXIX   | 2012 | - Nagroda Główna im. Agnieszki Osieckiej dla Najwybitniejszej Indywidualności Spotkań Zamkowych – Justyna Kuśmierczyk i Paweł Ruszkowski - 1. Małgorzata Żurańska-Wilkowska - 2. Joanna Oleś - Wyróżnienia XXXIX Ogólnopolskich Spotkań Zamkowych „Śpiewajmy Poezję” otrzymały Agata Grześkiewicz z Olsztyna i Natalia Nykiel z Piecek k. Mrągowa. - Nominację do udziału w Festiwalu Piosenki Studenckiej w Krakowie otrzymali Paweł Ruszkowski i Joanna Oleś. |
| XL      | 2013 | - Nagroda Główna im. Agnieszki Osieckiej dla Najwybitniejszej Indywidualności Spotkań Zamkowych – Justyna Woźniak - 1. Justyna Grzywaczyk z Warszawy - 2. Marcin Skrzypczak ze Starogardu Gdańskiego - 3. Agata Grześkiewicz z Olsztyna - Wyróżnienia LX Ogólnopolskich Spotkań Zamkowych „Śpiewajmy Poezję” otrzymały Katarzyna Brzozowska z Warszawy i Sylwia Zelek z Kielc. - Nominację do udziału w Festiwalu Piosenki Studenckiej w Krakowie otrzymały Justyna Woźniak i Justyna Grzywaczyk. |
| XLI     | 2014 | - Nagroda Główna im. Agnieszki Osieckiej dla Najwybitniejszej Indywidualności Spotkań Zamkowych – Agata Rożankowska - 1. Aleksandra Długosz z Warszawy - 2. Justyna Kunysz z Przemyśla - 3. Julita Zielińska z Lęborka - Wyróżnienie (nagroda rzeczowa) wraz z zaproszeniem do II etapu Konkursu Interpretacji Piosenek Wojciecha Młynarskiego przyznane przez Fundację „Róbmy swoje dla kultury” – Agata Rożankowska z Torunia. - Równorzędne wyróżnienia w postaci zaproszenia do Koncertu Laureatów 2014 otrzymały: 1. Anna Grzelak z Olsztyna 2. Karolina Filec z Rybnika 3. Julia Rybakowska z Poznania 4. Martyna Stępień z Wrocławia 5. Sylwia Zelek z Limanowej.                                                                                                   |
| XLII    | 2015 | - Nagroda Główna im. Agnieszki Osieckiej dla Najwybitniejszej Indywidualności Spotkań Zamkowych – Maksymilian Zdybicki - 1. Kaja Wasilewska z Kobyłochy - 2. Elwira Pączek ze Starogardu Gdańskiego - 3. Kamil Owczarek z Żor - Wyróżnienie (nagroda rzeczowa) wraz z zaproszeniem do II etapu Konkursu Interpretacji Piosenek Wojciecha Młynarskiego przyznane przez Fundację „Róbmy swoje dla kultury” – Maria Kołodziejczyk z Wielbarka. - Równorzędne wyróżnienia w postaci zaproszenia do Koncertu Laureatów 2015 otrzymały: 1. Klaudia Borczyk z Bielawy 2. Roksana Lewak z Krakowa 3. Aleksandra Wylężek z Bytomia. - Zaproszenie do udziału w tegorocznym Festiwalu Piosenki Studenckiej w Krakowie otrzymały Klaudia Borczyk z Bielawy i Roksana Lewak z Krakowa. |
| 43      | 2016 | - Nagroda Główna im. Agnieszki Osieckiej dla Najwybitniejszej Indywidualności Spotkań Zamkowych – Julita Zielińska - 1. Kamil Owczarek z Żor - 2. Joanna Płonka z Jaworzna - 3. Gabriela Kundziewicz z Wasilkowa - 4. Łukasz Jędrys z Olsztyna - Wyróżnienie (nagroda rzeczowa) wraz z zaproszeniem do finału „śpiewamy Kaczmarskiego” przyznane przez Fundację „Róbmy swoje dla kultury” – Gabriela Kundziewicz z Wasilkowa. - Równorzędne wyróżnienia w postaci zaproszenia do Koncertu Laureatów 2016 otrzymały: 1. Emilia Hamerlik z Bielawy 2. Aleksandra Kwiatkowska z Bydgoszczy 3. Edyta Wilk z Krakowa - Zaproszenie do udziału w tegorocznym Festiwalu Piosenki Studenckiej w Krakowie otrzymały Joanna Płonka z Jaworzna i Gabriela Kundziewicz z Wasilkowa.    |
| 44      | 2017 | - Nagroda Główna im. Agnieszki Osieckiej dla Najwybitniejszej Indywidualności 44. Ogólnopolskich Spotkań Zamkowych „Śpiewajmy Poezję” Łukasz Jędrys 1. Alicja Juszkiewicz Gabriela Kundziewicz Dorota „Sowa” Kuziela duet Izabela Szafrańska i Paweł Sokołowski - Wyróżnienia Marta Horyza Grzegorz Paczkowski Paulina Talarska Natalia Zaręba - Zaproszenie do udziału w finale Studenckiego Festiwalu Piosenki w Krakowie Marika Klarman |
| 45      | 2018 | - Nagroda Główna im. Agnieszki Osieckiej dla Najwybitniejszej Indywidualności 45. Ogólnopolskich Spotkań Zamkowych „Śpiewajmy Poezję” Anna Maria Zawadzka - 1. Barbara Piotrowska - 2. Julia Kuszkowska - 3. Anna Białoń - Wyróżnienia Aleksandra Kwiatkowska Julianna Grabowska Paulina Talarska - Zaproszenie do udziału w finale Studenckiego Festiwalu Piosenki w Krakowie Aleksandra Kwiatkowska Karolina Lizer |
| 46      | 2019 | - 1. Zuza Wiśniewska - 2. Angelika Balcerek - 3. Pamela Adamik - Wyróżnienia: Jakub Zuckerman, Aleksandra Jeznach, Karolina Lizer, Katarzyna Dmoch |
| 47      | 2020 | edycja odwołana z powodu pandemii COVID-19 |
| 47      | 2021 | - Nagroda Główna im. Agnieszki Osieckiej dla Najwybitniejszej Indywidualności 47. Ogólnopolskich Spotkań Zamkowych „Śpiewajmy Poezję” Paulina Lenda-Kozub - 1. Michał Wróblewski - 2. Aleksandra Jeznach - 3. Piotr Zubek |
| 48      | 2022 | - Nagroda Główna im. Agnieszki Osieckiej dla Najwybitniejszej Indywidualności 48. Ogólnopolskich Spotkań Zamkowych „Śpiewajmy Poezję” Monika Kowalczyk - 1. Krzysztof Stępień - 2. duet Grzegorz Paczkowski i Matylda Stanejko - 3. Inga Żebrowska - Wyróżnienia Daria Adamczewska zespół Falochron |
| 49      | 2023 | - Nagroda Główna im. Agnieszki Osieckiej dla Najwybitniejszej Indywidualności 49. Ogólnopolskich Spotkań Zamkowych „Śpiewajmy Poezję” zespół Alstromerie - 1. Grzegorz Paczkowski - 2. Julia Opalska Ula Zubek - 3. Karolina Szatkowska Zaproszenie do udziału w finale Studenckiego Festiwalu Piosenki w Krakowie Karolina Szatkowska |